# Carex wuyishanensis
Carex wuyishanensis är en halvgräsart som beskrevs av S.Yun Liang. Carex wuyishanensis ingår i släktet starrar, och familjen halvgräs. Inga underarter finns listade i Catalogue of Life.